# New Covent Garden Market

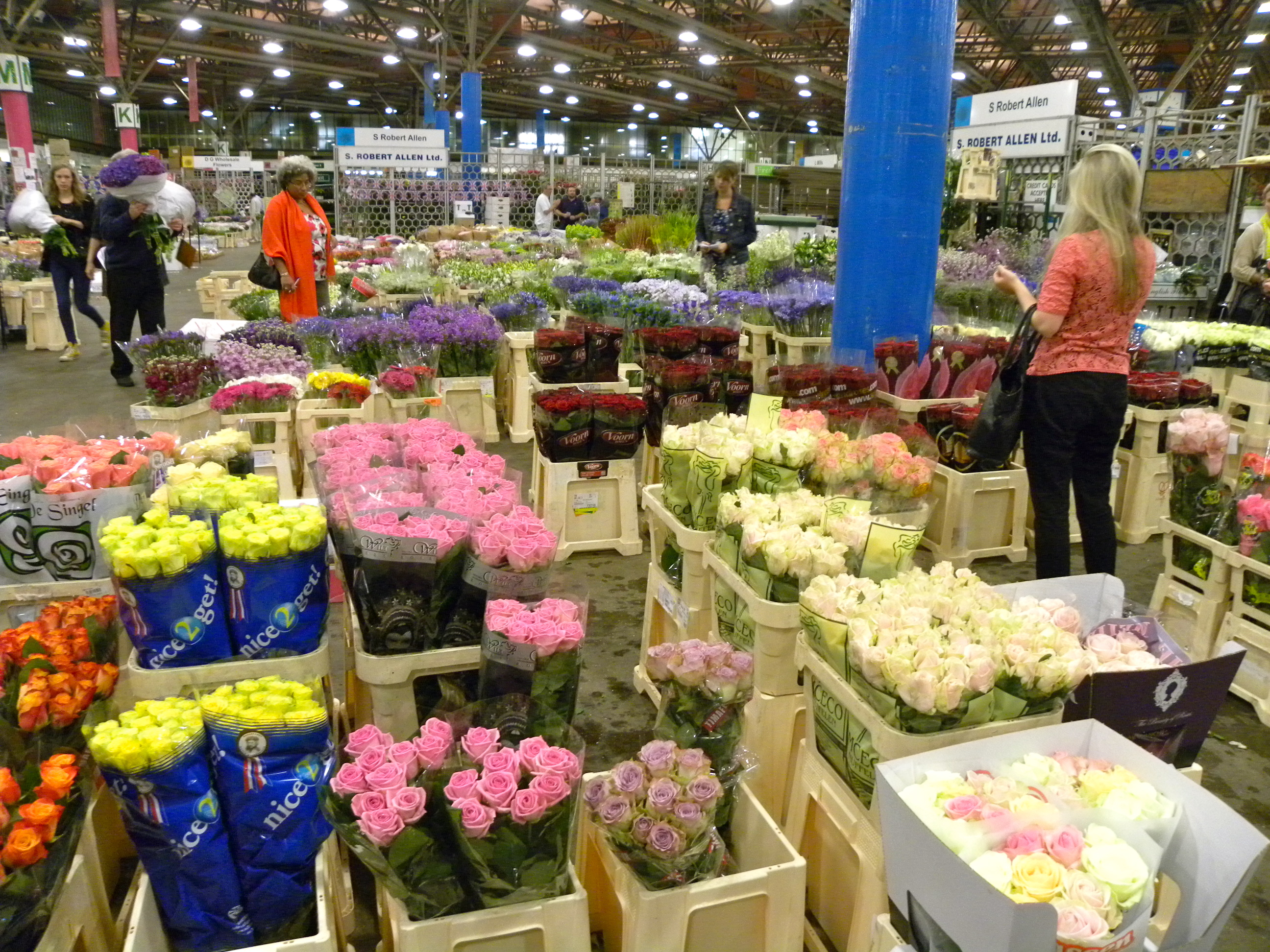
Marché des fleurs du New Covent Garden Market.

Le New Covent Garden Market (nouveau marché de Covent Garden en anglais) est le plus grand marché de gros de fruits, légumes et fleurs du Royaume-Uni, situé dans le quartier Nine Elms de Wandsworth entre Vauxhall et Battersea dans le sud-ouest de Londres. Il occupe 230 670 m2 et compte environ 200 compagnies. Sa construction débute en 1971. Il est ouvert le 11 novembre 1974 et reprend le rôle du Covent Garden du centre de Londres. Il est géré par le Covent Garden Market Authority.